# ایرلز بارتون
ایرلز بارتون (به انگلیسی: Earls Barton) یک روستا و محله مدنی در بریتانیا است که در Wellingborough واقع شده‌است. ایرلز بارتون ۵٬۳۸۷ نفر جمعیت دارد.